# T puzzle

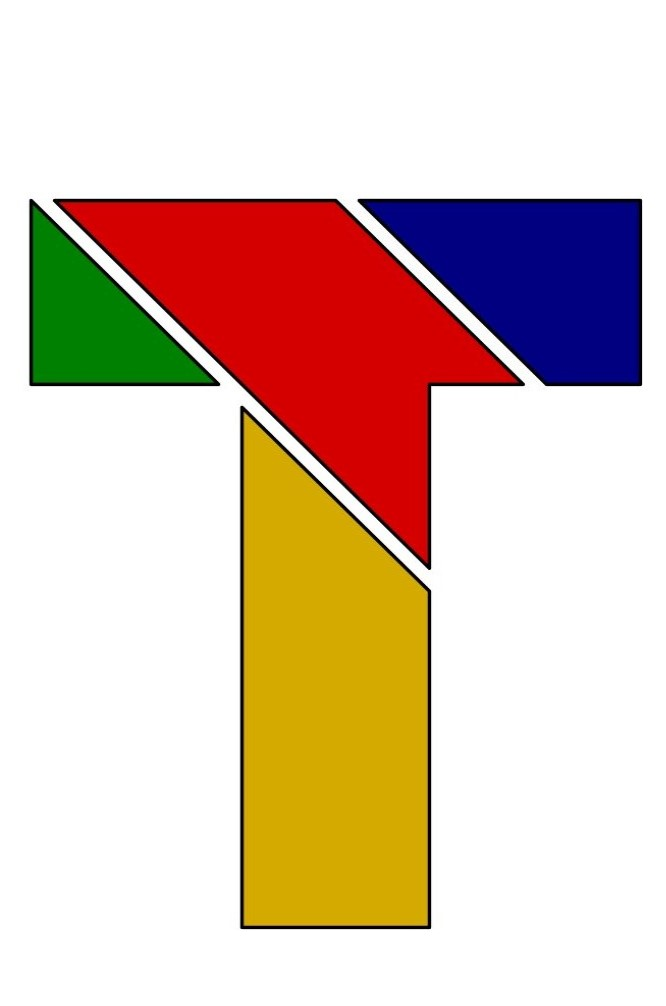
Vyřešené T puzzle

T puzzle nebo T problem je skládačka ze čtyř mnohoúhelníkových částí, které mohou být složeny tak, aby vytvořily velké písmeno T. Jsou to obvykle dva lichoběžníky, jeden rovnoramenný pravoúhlý trojúhelník a jeden nepravidelný pětiúhelník. Navzdory své zdánlivé jednoduchosti, jde o překvapivě obtížnou hádanku, klíčem k jejímuž řešení je umístění nepravidelného pětiúhelníku.

## Řešení T puzzle
Pokud se skládá jen ze čtyř částí, T puzzle se zdá překvapivě jednoduché. Studie však ukázaly, že pouze málo lidí je schopno ho vyřešit za méně než pět minut a že většina lidí potřebuje víc než půl hodiny. Mnoho lidí se domnívá, že hádanka je neřešitelná. Hlavním problémem řešení T puzzle je překonání přesvědčení, že mnohoúhelník má být umístěn buď horizontálně nebo vertikálně. V souvislosti s tím se projevuje tendence vyplnit výřez mnohoúhelníku. V jedné studii se zjistilo, že účastníci stráví přes 60 % svých pokusů nesprávným umisťováním mnohoúhelníku. A dokonce když se podařilo mnohoúhelník umístit správně, často řešitel tuto možnost zavrhl jako nesprávnou, protože s výsledným T není snadno rozpoznatelná. T puzzle se podaří snadno vyřešit, když je dosaženo přesvědčení, že mnohoúhelník je částí jak horizontální, tak vertikální "větve" písmena T a že výřez v mnohoúhelníku tvoří vnitřní roh.